# Цезарь Супердоум

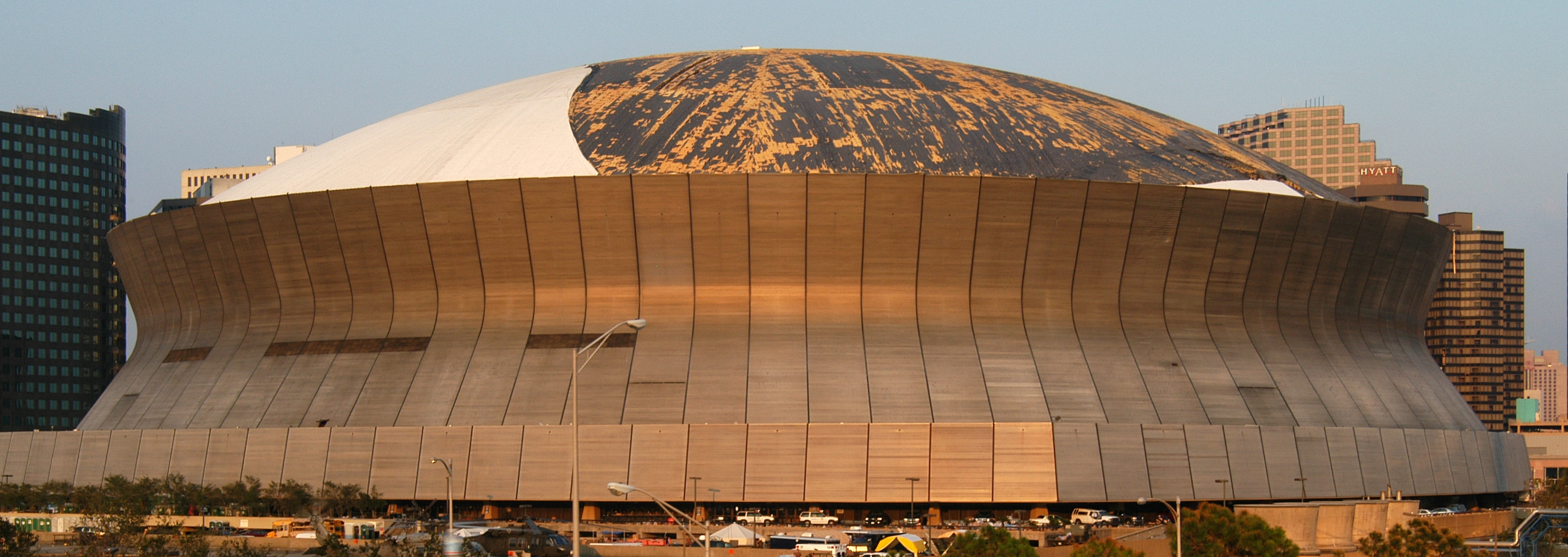
Повреждения купола после урагана Катрина

Цезарь Супердоум (англ. Caesars Superdome, также известный как «Мерседес Супердоум», «Луизиана Супердоум», «Супердоум», «Доум» и «Нью-Орлеан Супердоум») — крытый стадион, расположенный в Новом Орлеане (штат Луизиана, США). Стадион может принимать у себя матчи по американскому футболу, футболу, бейсболу и баскетболу. Является домашней ареной для команды НФЛ «Нью-Орлеан Сэйнтс».
«Луизиана Супердоум» семь раз принимал матчи Супербоула: в 1978, 1981, 1986, 1990, 1997, 2002, и 2013 годах.
В августе 2005 года по Луизиане прошёл ураган Катрина, и стадион сильно пострадал. Неуехавшие из города жители укрывались в этом стадионе. Затраты на восстановление стоили около 186 миллионов долларов. Сезон 2005 года команда «Нью-Орлеан Сэйнтс» проводила на трёх разных стадионах. На свой прежний стадион команда смогла вернуться только в следующем сезоне.
6 апреля 2014 года арена приняла шоу WWE Рестлмания XXX.
8 апреля 2018 года на арене прошло шоу WWE Рестлмания 34.
В июле 2021 года было объявлено, что права на название будут проданы компании Caesars Entertainment, в соответствии с которой стадион был переименован в Caesars Superdome.

## Ссылки

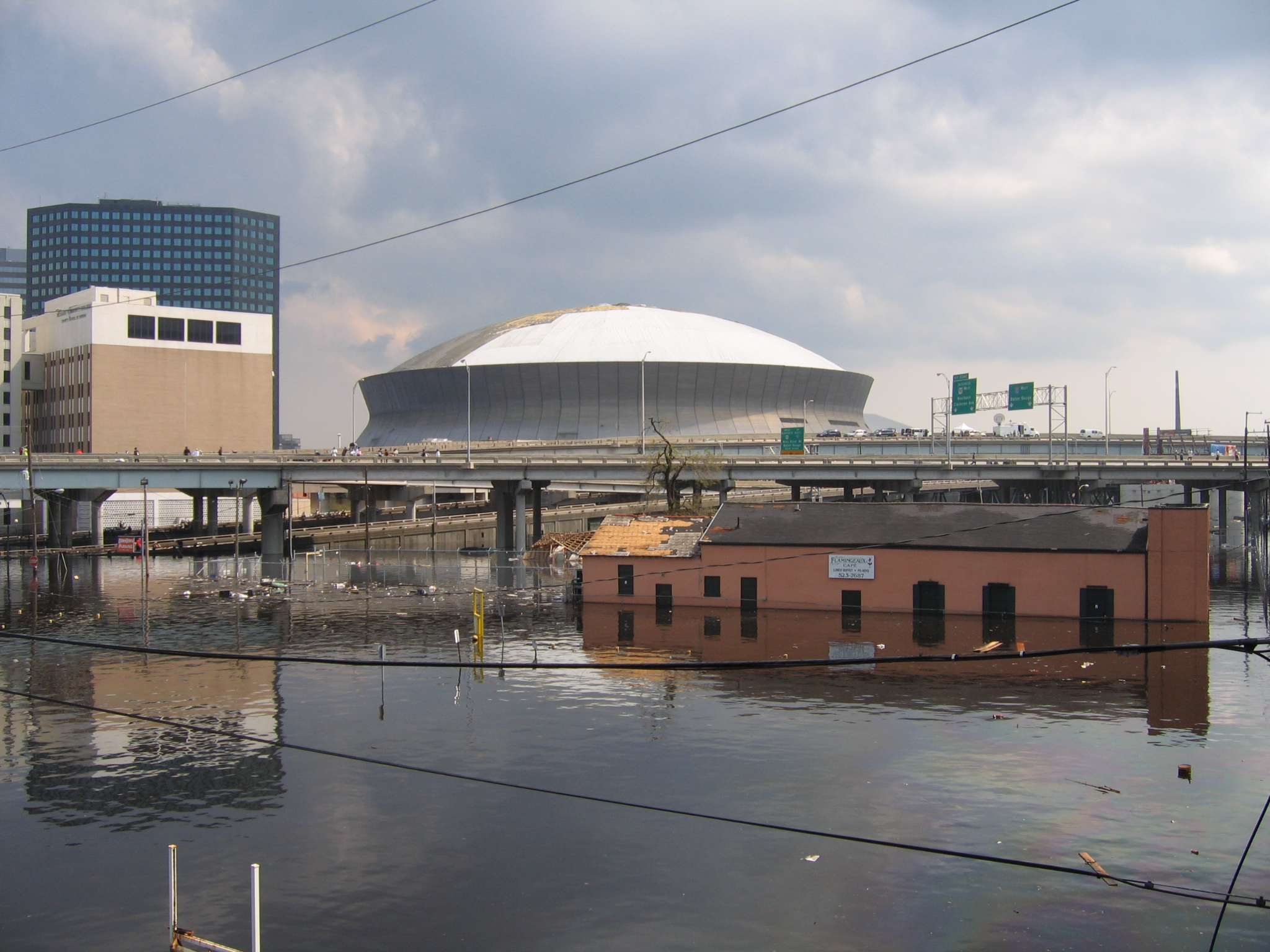
Стадион сразу после прохода урагана Катрина — 31 августа 2005
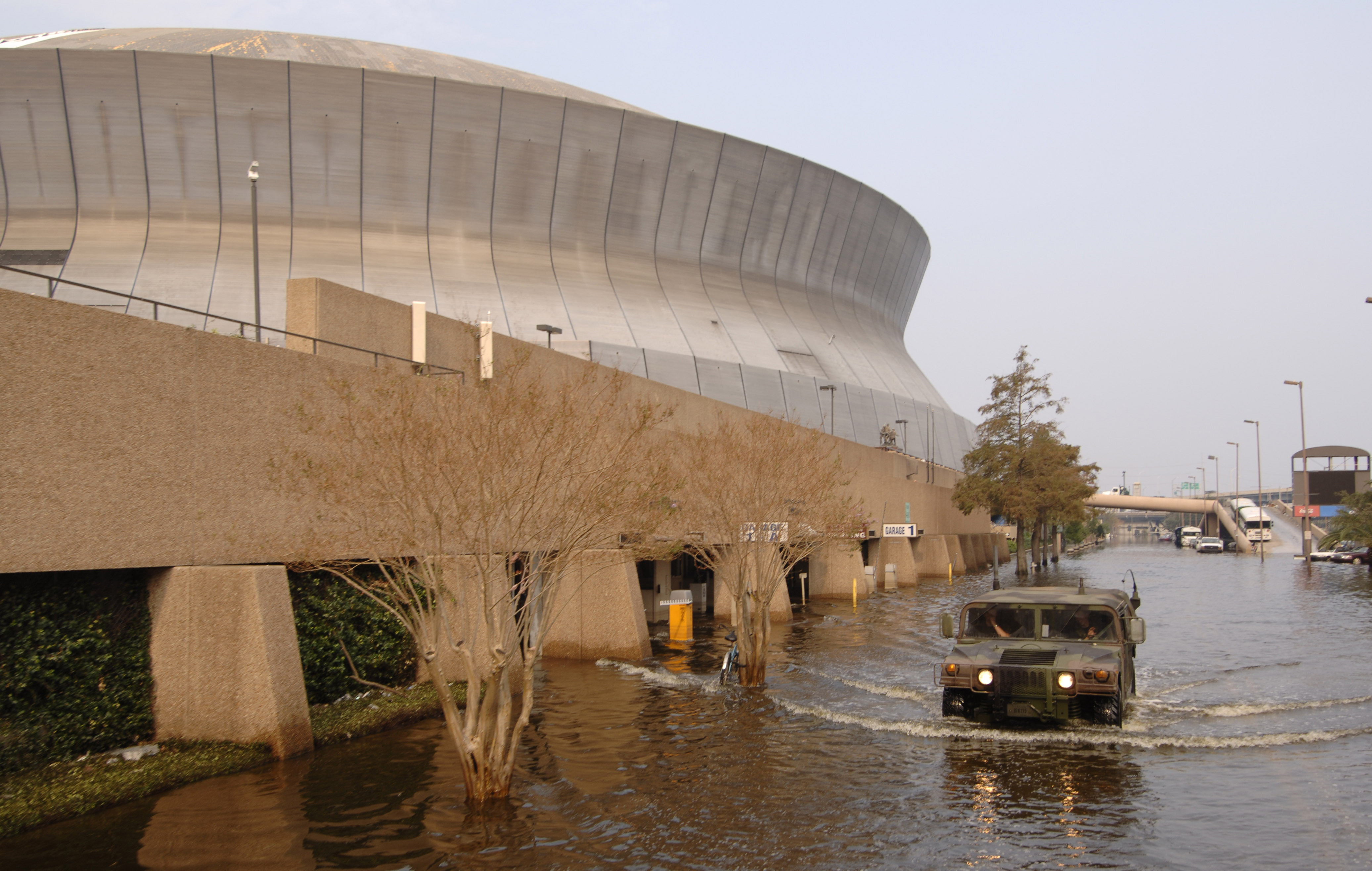
«Хаммер» едет вброд возле стадиона после урагана Катрина — 5 сентября 2005